# Ǒ
Ǒ,ǒ는 중국어의 한어 병음의 문자로 제3성을 나타낸다.

## 관련 문자
- Ǎ
- Č
- Ď
- Ě
- Ǧ
- Ȟ
- Ǐ
- Ǩ
- Ň
- Ř
- Š
- Ť
- Ǔ
- Ǚ
- Ž